# Burgkirchen an der Alz

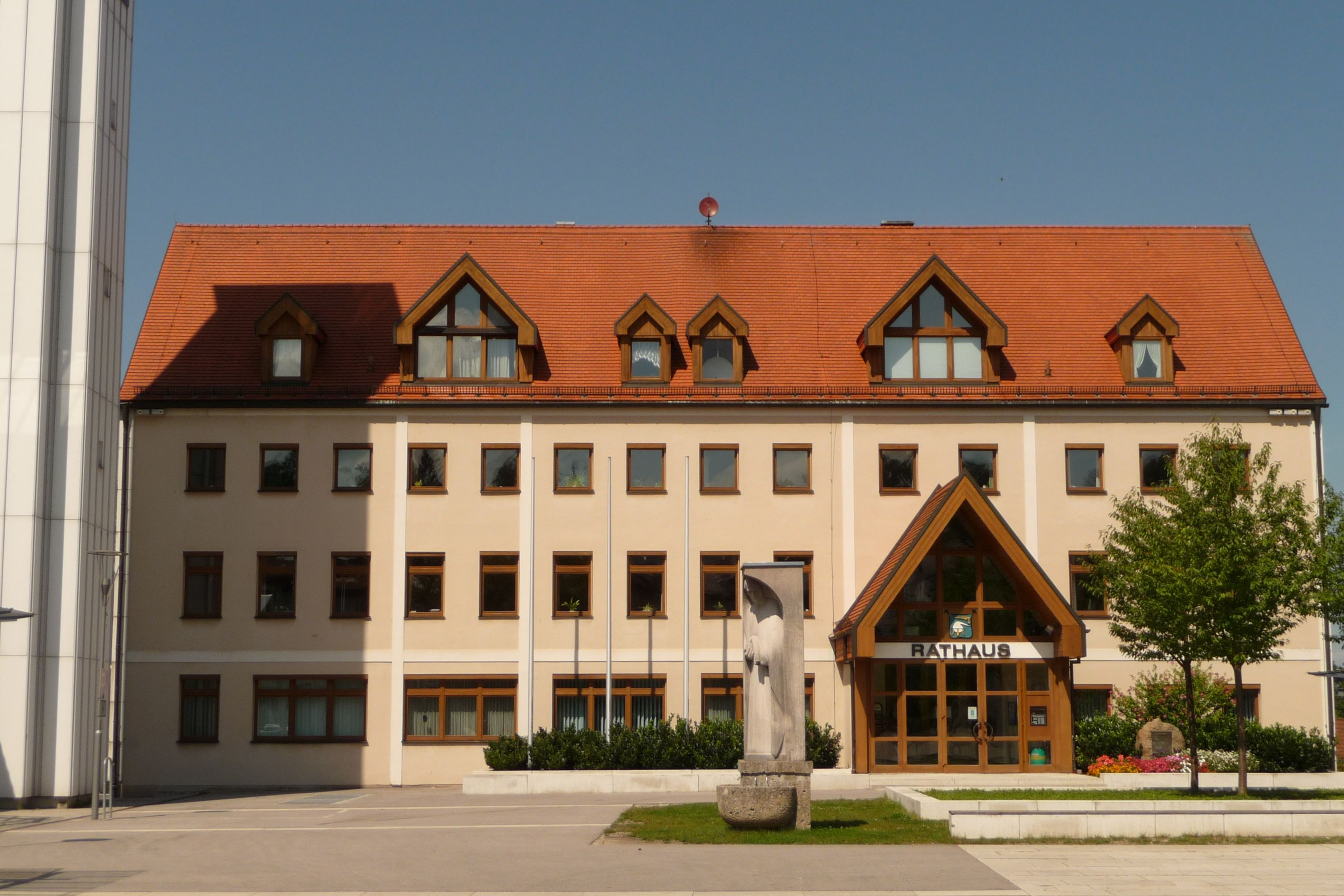
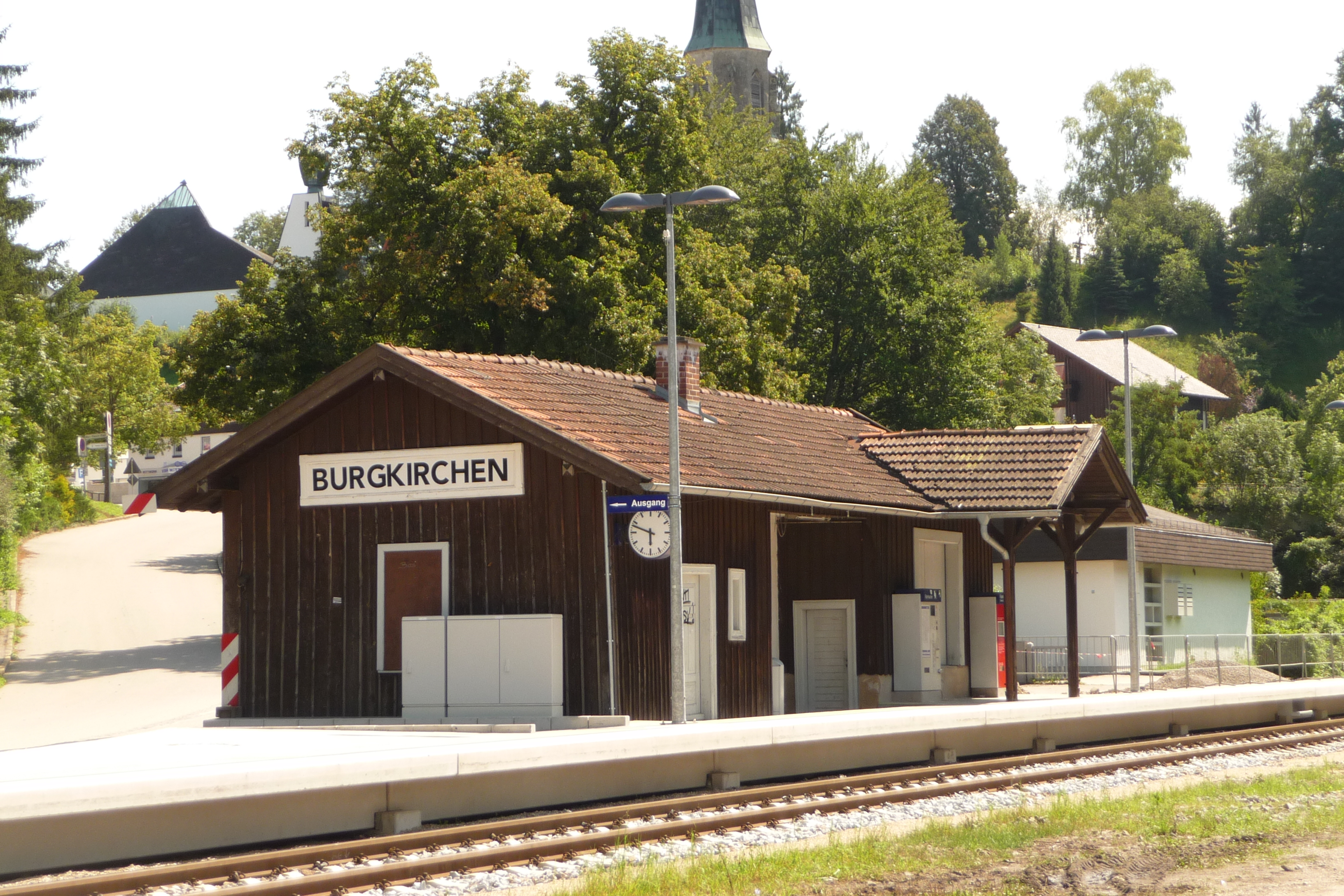
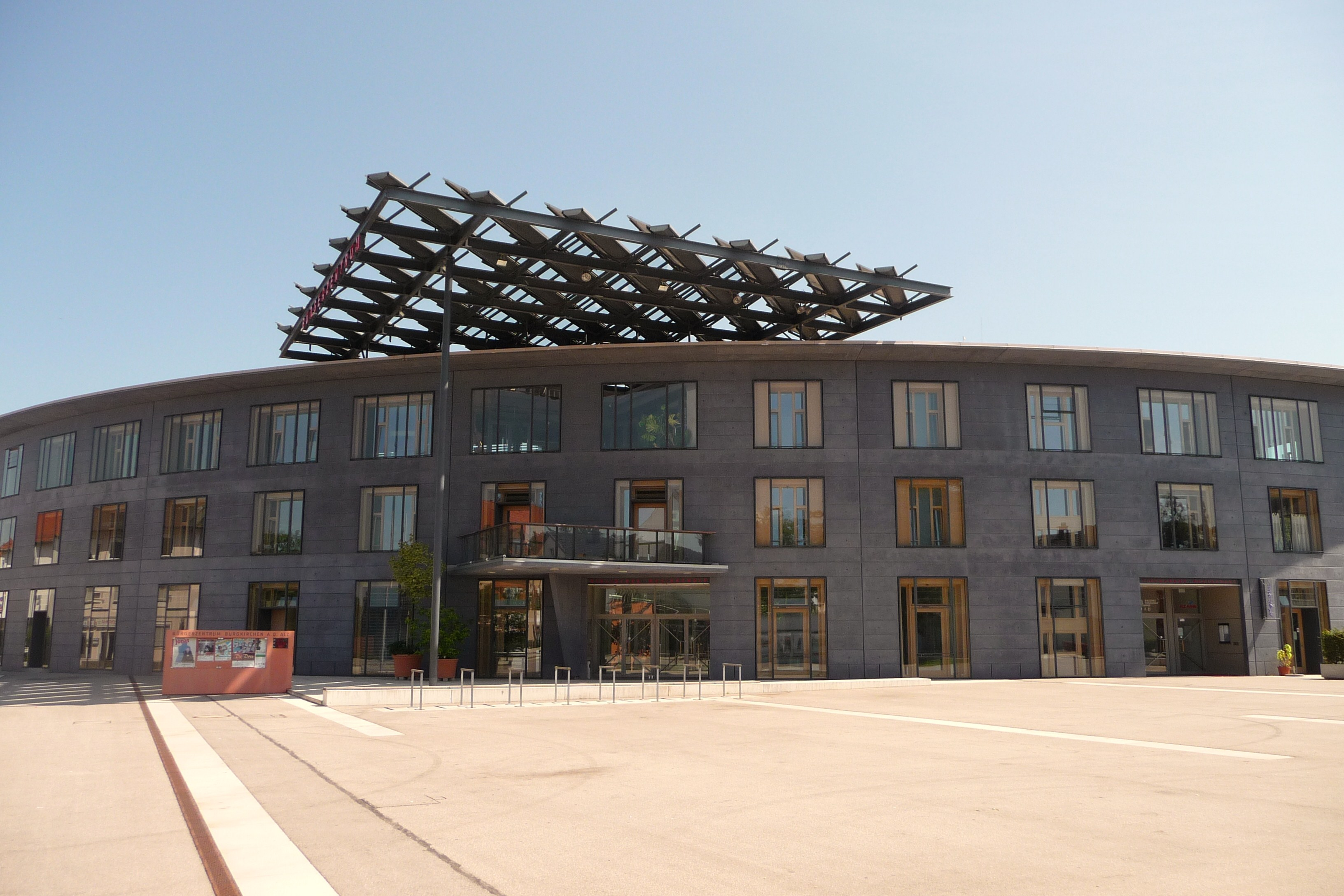
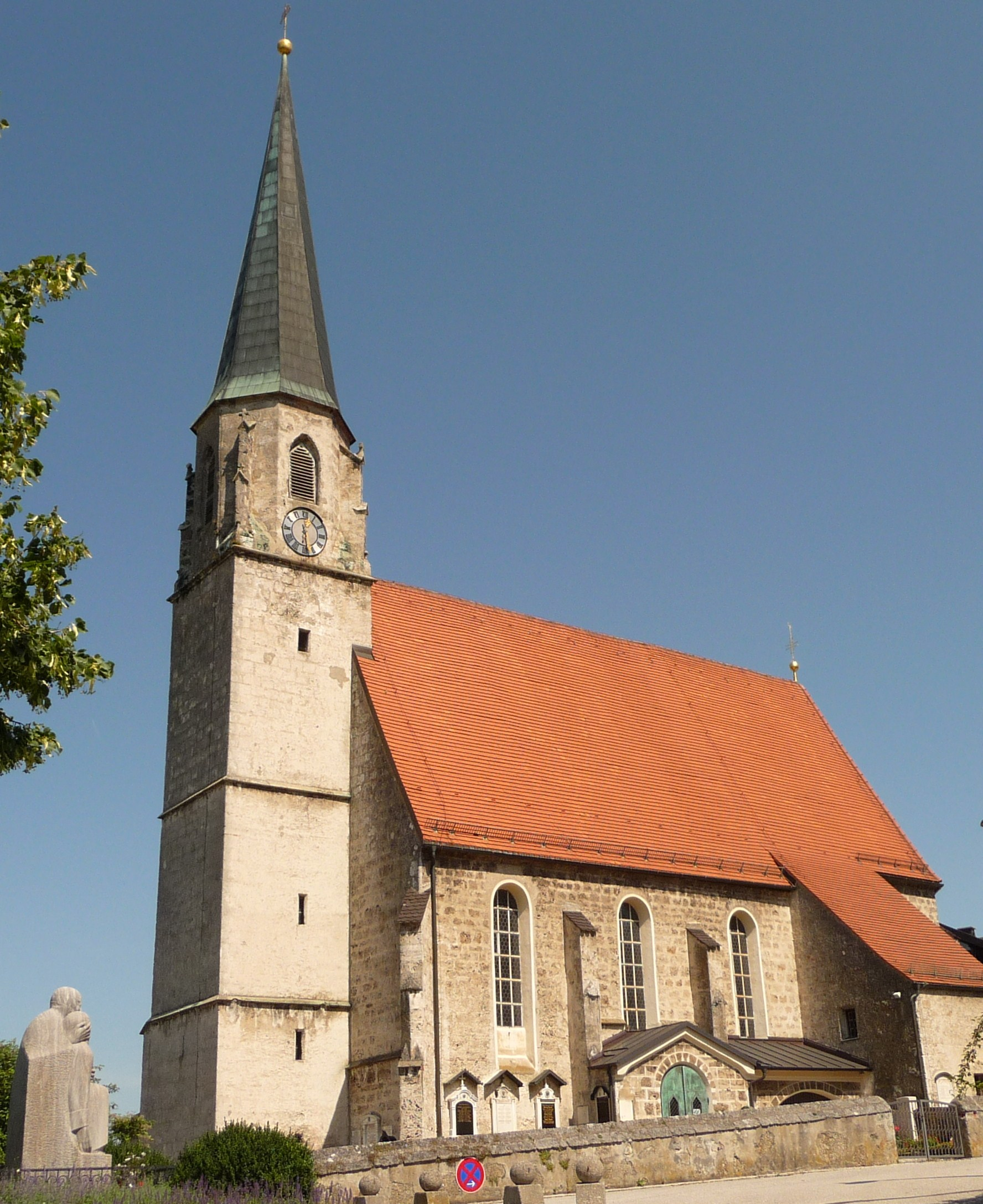
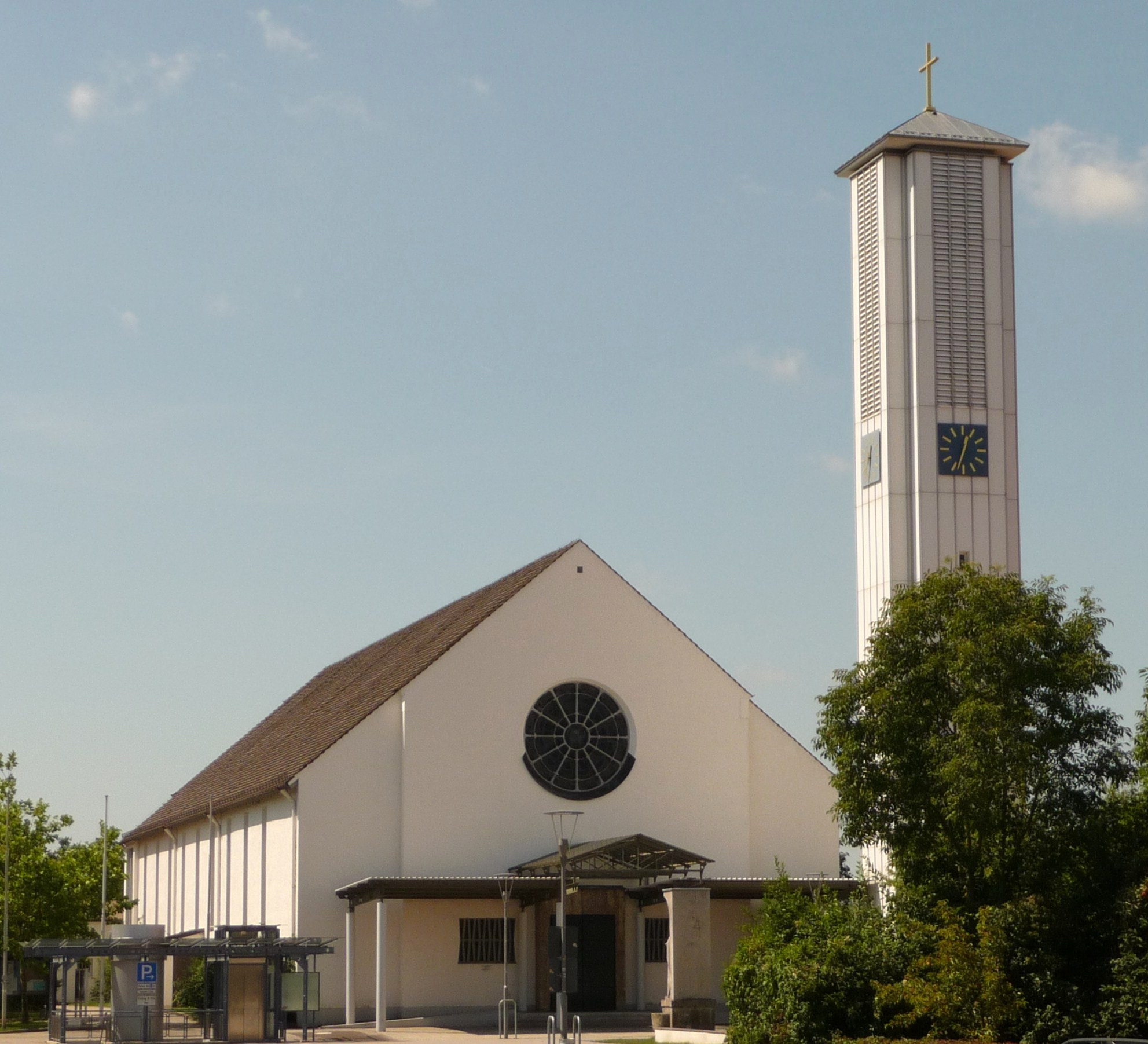
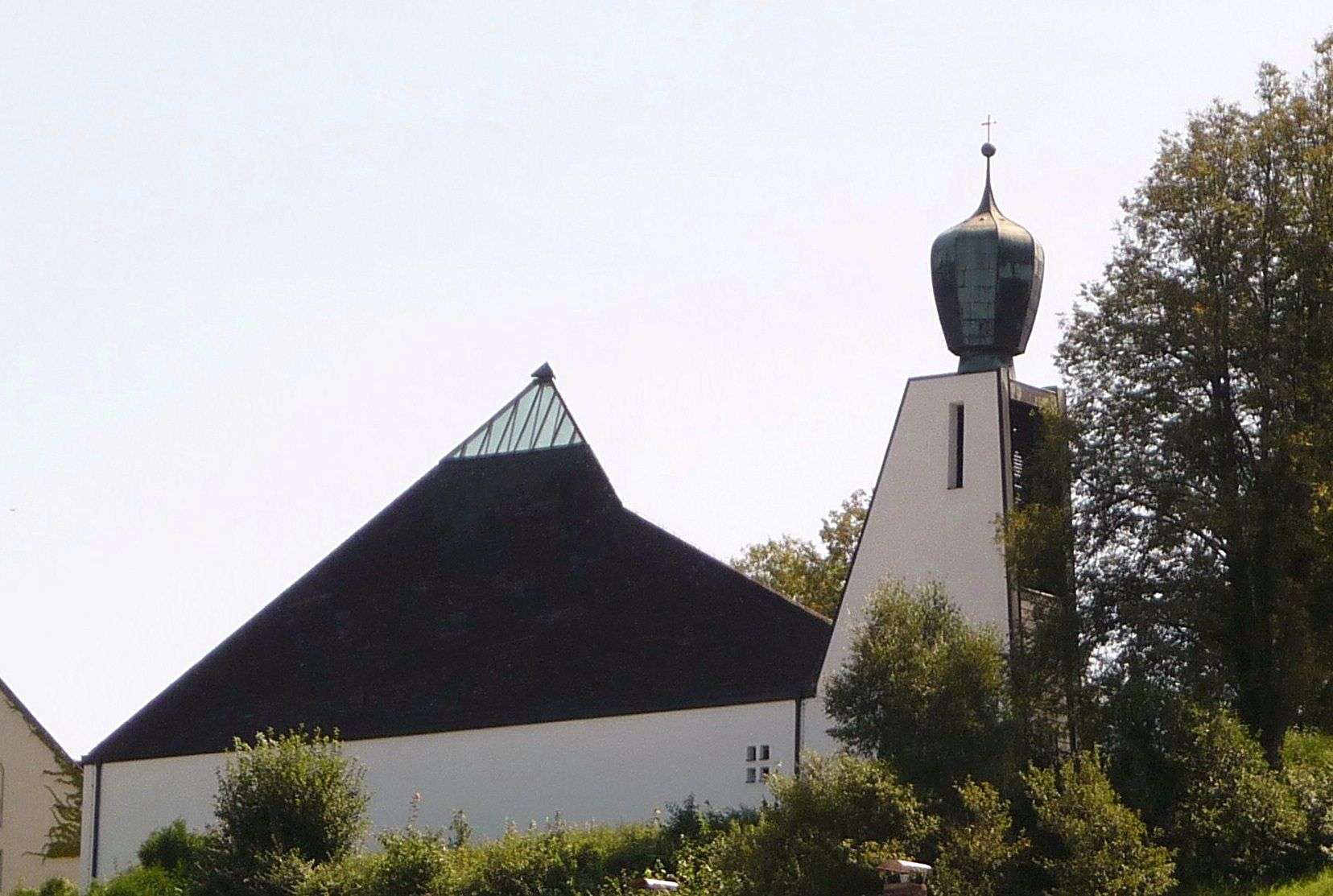

Burgkirchen an der Alz is een plaats en gemeente in de Duitse deelstaat Beieren, en maakt deel uit van het Landkreis Altötting.
Burgkirchen an der Alz telt 10.594 inwoners.
Altötting ·
Burghausen ·
Burgkirchen an der Alz ·
Emmerting ·
Erlbach ·
Feichten an der Alz ·
Garching an der Alz ·
Haiming ·
Halsbach ·
Kastl ·
Kirchweidach ·
Marktl ·
Mehring ·
Neuötting ·
Perach ·
Pleiskirchen ·
Reischach ·
Stammham ·
Teising ·
Töging am Inn ·
Tüßling ·
Tyrlaching ·
Unterneukirchen ·
Winhöring